# Ryan Boatright
Ryan Jamar Boatright (Aurora (Illinois), 27 de diciembre de 1992) es un jugador de baloncesto estadounidense que actúa en la posición de base.

## Trayectoria
Boatright se formó en los Connecticut Huskies y tras no ser elegido en el Draft de la NBA de 2015, juega en los Grand Rapids Drive de la liga de desarrollo de la NBA antes de emprender su primera experiencia europea, en este caso a Italia, en las filas de la Orlandina Basket.
Más tarde, jugaría en China en las filas del Guangzhou Long-Lions, para volver a Europa a las filas del KK Cedevita croata.
En julio de 2017, el base se compromete con el Besiktas turco para firmar un contrato de 1+1 temporadas.
Durante la temporada 2019-20 juega en las filas del KK Cedevita Olimpija. A finales de temporada, se compromete con BC Avtodor Saratov de la VTB League, en el que promedia unas cifras de 16 puntos en cuatro partidos disputados.
En noviembre de 2020, firma por el Lietuvos rytas de la Lietuvos Krepšinio Lyga.
El 2 de marzo de 2021, firma como jugador del Paris Basketball del Campeonato de Francia de Baloncesto Pro B.
Jugó la temporada 2025 de la Superliga Profesional de Baloncesto de Venezuela para los Brillantes del Zulia.

## Selección nacional
Pese a no tener antepasados armenios, Boatright adquirió la ciudadanía armenia en 2017 para jugar con la selección de baloncesto de Armenia. Participó de la clasificación de FIBA Europa para la Copa Mundial de Baloncesto de 2019 y de la clasificación para el Campeonato Europeo de Baloncesto Masculino de 2022.